# Orderly Departure Program
Pour les articles homonymes, voir Departure.
Le Orderly Departure Program (ODP) fut un programme des Nations unies qui a permis l'immigration de réfugiés vietnamiens aux États-Unis, entre 1979 et 1994 sous la direction du Haut Commissariat des Nations unies pour les réfugiés.
Par la suite, afin de normaliser les relations diplomatiques entre les États-Unis et la République socialiste du Viet Nam, les États-Unis ont promulgué des lois et établi une communication directe avec le gouvernement de la République socialiste du Viet Nam en vue de faciliter l'émigration en provenance du Viêt Nam dans le cadre du programme.

## Histoire
- Janvier 1980 : le bureau de l'Orderly Departure Program a été créé à Bangkok en Thaïlande. Au cours de ses travaux, l'ODP a été en mesure d'aider près de 500 000 réfugiés vietnamiens à leur émigration aux États-Unis.
- 14 septembre 1994 : le bureau de l'ODP fut fermé.
- 1999 : le bureau de l'ODP de Bangkok fut fermé. Les dossiers ont été transférés à la section de l'émigration des réfugiés au consulat des États-Unis à Hô-Chi-Minh-Ville au Viet Nam.
- 15 novembre 2005 : les États-Unis et le Viet Nam ont signé un accord qui permet l'immigration des Vietnamiens qui n'ont pas pu le faire dans le cadre du programme jusqu'en 1994.

## Vietnamiens émigrés
- Kien Nguyen (1967-), écrivain américano-vietnamien.